# Wilhelm Baumgarten (Architekt)
Wilhelm Baumgarten (* 25. Januar 1885 in Mährisch-Schönberg; † 18. Februar 1959 in Raleigh, North Carolina) war ein österreichisch-amerikanischer Architekt.

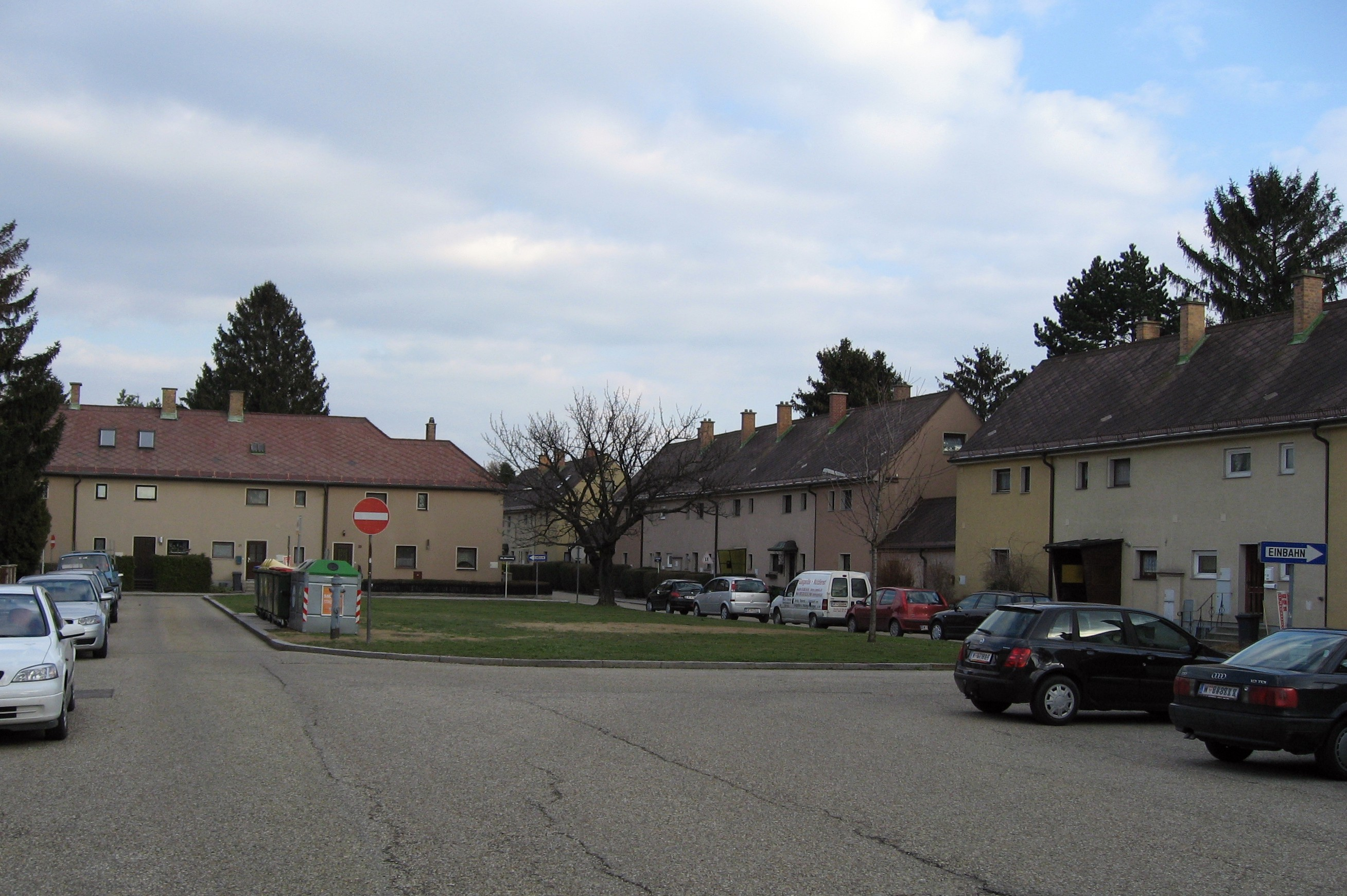
Stilisierter Anger
der Siedlung Am Müllnermais

## Leben
Baumgarten machte zunächst eine Maurerlehre, die er 1902 abschloss. Anschließend besuchte er bis 1904 die Staatsgewerbeschule in Wien. Nach der Offiziersschule in der k.u.k.-Armee (1905/06) studierte er schließlich an der Akademie der bildenden Künste Wien bei Friedrich Ohmann (1907–1910). Bis zum Ersten Weltkrieg war Baumgarten als freischaffender Architekt tätig und leistete dann als Batteriekommandant seinen Kriegsdienst.
Nach dem Krieg wurde er Assistent bei Peter Behrens und Franz Krauss an der Akademie (1919–1924). In den Jahren 1921 bis 1933 bildete er gemeinsam mit seinem Studienkollegen Josef Hofbauer eine Ateliergemeinschaft, in der städtische Wohnhausanlagen, vor allem aber Schulgebäude entstanden. Von 1932 bis 1938 war Baumgarten beratender Architekt des österreichischen Tabakmonopols.
Im Jahr 1938 erhielt er eine Berufung zu Vorlesungen an der North Carolina State University in Raleigh, sein Ausreiseansuchen dafür wurde allerdings erst 1940 bewilligt. In Raleigh war er am North Carolina State College für Perspektivzeichnen und Architekturgeschichte lehrend tätig. 1945 nahm Baumgarten die amerikanische Staatsbürgerschaft an, nannte sich fortan William Ludwig Baumgarten und erhielt die Architektenlizenz des Staates North Carolina. Am North Carolina State College wurde er 1947 Assistent in der Architekturabteilung und 1953 Professor für Architektur, bis er 1958 in den Ruhestand trat.
Wilhelm Baumgarten war verheiratet mit Valerie, geborene Neuber.

## Werke (Auswahl)

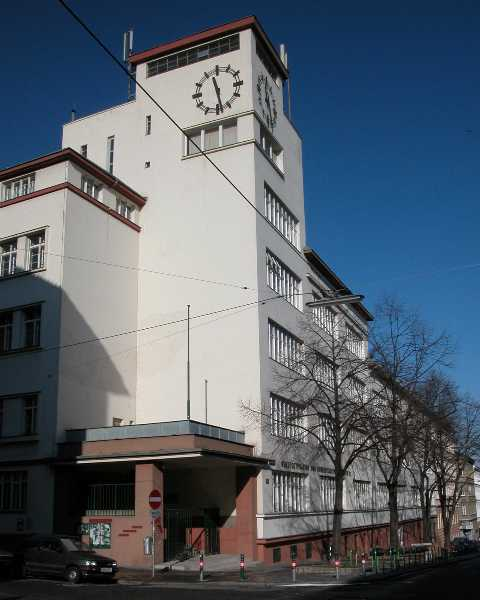
Ehemalige Komensky-Schule, Erlgasse, von Wilhelm Baumgarten und Josef Hofbauer

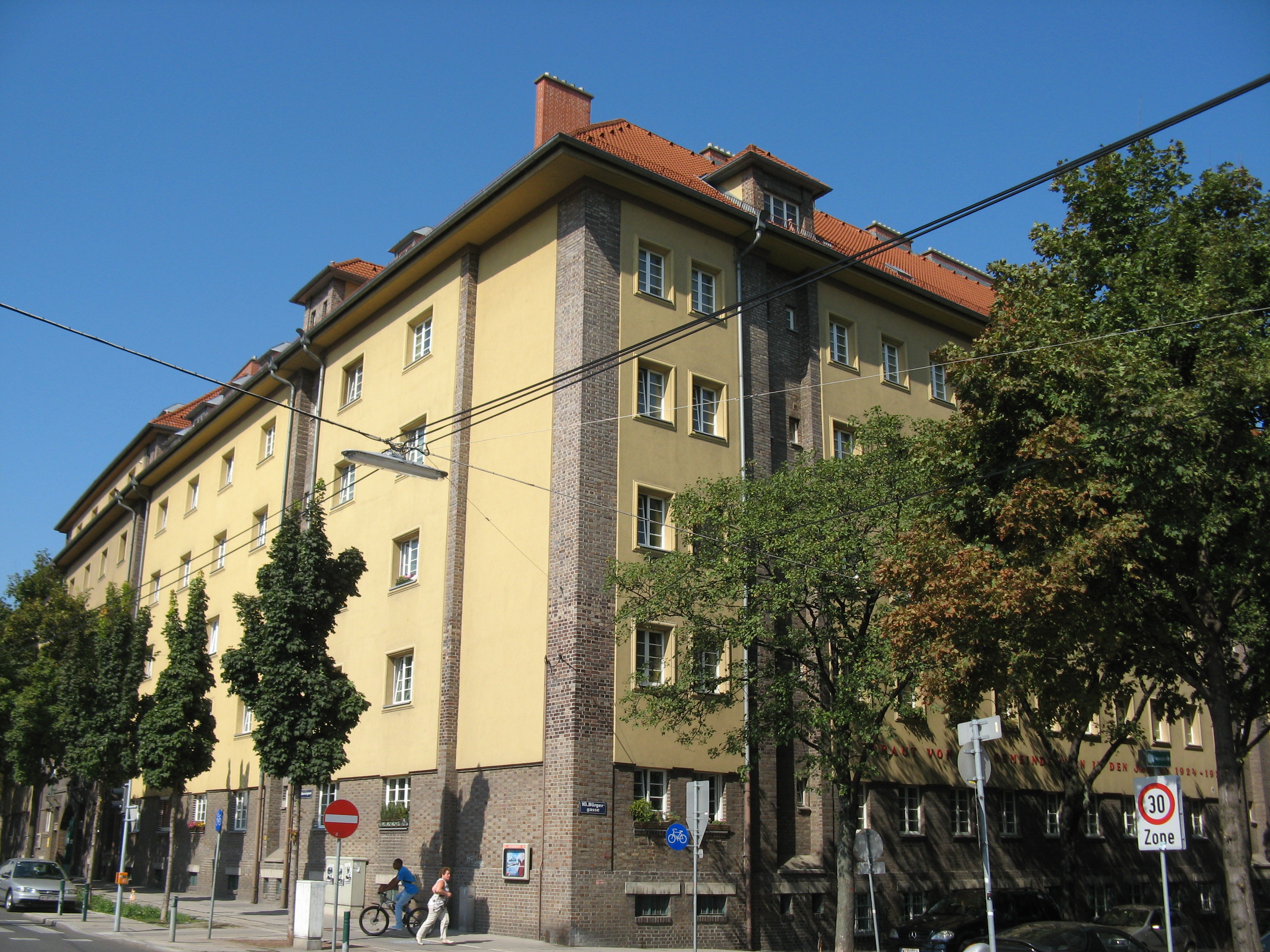
Wohnhausanlage Bürgergasse 24 von Wilhelm Baumgarten und Josef Hofbauer

- Kreuzbrunnen (Sanierung), Marienbad (1912–1913)
- Hotel Radetzky, Hinterbrühl bei Mödling (1912–1913)
- Siedlung Neues Leben, Wulzendorferstraße 96–124, Wien 22 (1921–1922)
- Siedlung Am Müllnermais, Mühlhäufelweg 27–35 und 22–68, Wien 22 (1922)
- Wohnhausanlage der Gemeinde Wien, Bürgergasse 24, Wien 10 (1924–1925)
- Zweite Gewerbliche Fortbildungsschule (heute Zentralberufsschule), Hütteldorfer Straße 7–17, Wien 15 (1925–1926)
- Komensky-Schule, Vorgartenstraße 95–97, Wien 20 (1927–1928)
- Wohnhausanlage der Gemeinde Wien Pirquethof, Herbststraße 101, Wien 16 (1929–1930)
- Komensky-Schule, Erlgasse 32–34, Wien 12 (1930–1931)
- Komensky-Schule, Wielandgasse 2–4, Wien 10 (1931)
- Komensky-Schule, Sebastianplatz 3, Wien 3 (1934–1935)
- St. Pauls School, Robinson County, USA (1950)

## Unterstützungen, Auszeichnungen
- 1908/09: Baumgarten erhielt das Dobner von Dobenau-Stipendium
- 1909/10: Julius Meinl-Reisestipendium
- 1929: Silberne Ehrenmedaille der Genossenschaft der bildenden Künstler Wien
- 1936: Goldene Jubiläumsmedaille der Genossenschaft der bildenden Künstler Wien
- 1936: Verdienstkreuz für Kunst und Wissenschaft des Österreichischen Ständestaats
- Verleihung des Titels Kammerrat (Jahr nicht bekannt)[2]

## Rezeption
Das Architektenteam Wilhelm Baumgarten und Josef Hofbauer war in den 1920er Jahren besonders erfolgreich tätig. Obwohl nun eher das Neue Bauen in einfachen Formen bevorzugt war, gelang es ihnen mittels vielfältiger Strukturierung der Gebäude (Putzstreifen, Lisenen, Klinker, Reliefs, Fensterbänder oder auffallende Ecklösungen) einen eigenen Stil zu verwirklichen.
In der Gesamteinschätzung der gemeinsamen Tätigkeit des Büros Baumgarten/Hofbauer wird die klare Struktur ihrer Bauten betont, bei denen modernste Materialien und Bauweisen zum Einsatz kamen, immer auch orientiert am Zweck der Gebäude. Zugleich entwarfen und realisierten sie auch meist die Innenausstattungen.
Für die Stadt Wien schufen sie große Wohnquartiere, Lehranstalten und Kaufhäuser, die den Zweiten Weltkrieg überdauert haben und teilweise unter Denkmalschutz gestellt sind.

## Eigene Veröffentlichungen
- (zusammen mit J. Hofbauer): Siedlungsentwurf für den Lainzer Tiergarten. In: Der Architekt 24.1921/22, S. 45ff.
- (zusammen mit J. Hofbauer): Zum Neubau des 2.Zentralgebäudes der Wiener gewerblichen Fortbildungsschule. In: ZÖIAV 78.1926, S. 27.
- (zusammen mit J. Hofbauer): Der Neubau des 2.Zentralgebäudes der Wiener gewerblichen Fortbildungsschule. In: Österr. Bauzeitung 2.1926, S. 822 f.
- Ein Kongreß der Zivilarchitekten und Technischen Anwälte. In: Österr. Bauzeitung 6.1930, S. 773.
- Zum Landhaus Hinterbrühl. In: Bau- und Werkkunst Juli 1930/31, S. 235 ff.
- (zusammen mit J. Hofbauer): Projektierte und ausgeführte Bauten in zehnjähriger Arbeitsgemeinschaft. Wien 1931
- (zusammen mit J. Hofbauer): Eine Schule in Österreich. [Komensky-Schule]. In: Bauwelt 24.1933, H. 42, Kunstdruckbeil, S. 5 ff.
- Historic Regional Architecture. In: North Carolina State College, Vol. 3, No. 3, 1953, S. 19 ff.
- Otto Wagner. In: North Carolina State College, Vol. 7, No. 3, 1957, S. 33 ff.